# Kristal Audio Engine
Pour les articles homonymes, voir Kristal.
Kristal Audio Engine est un logiciel musical gratuit réunissant un séquenceur audio multipiste, un enregistreur audio multipiste, et une console de mixage virtuelle, pour permettre aux musiciens d'enregistrer des sons ou faire du montage audio sur ordinateur.
Son architecture est modulaire:
- le cœur de l'application est le mixeur multipiste,
- le séquenceur audio Waver et le module LiveIn de filtres sur les entrées audio se chargent comme des plug-ins séparés.

## Configuration requise
Le programme Kristal Audio Engine tourne sous Windows 98, Windows Millennium, Windows XP, Vista et 7 (sous XP, Vista et Windows 7 32-bit et 64-bit).
Il est actuellement certifié que jusqu'à windows 2000.
Il n'existe 
- ni version Mac OS de Kristal Audio Engine,
- ni version supportant les fichiers MIDI.

Le projet K2, prévu pour intégrer ces modifications, a été intégré au logiciel Studio One de Presonus après que Presonus ait absorbé la société KristalLabs Software Ltd, qui développait cette évolution de Kristal Audio Engine. À la différence de Kristal Audio Engine, ce n'est pas un logiciel gratuit.

## Spécifications
- 16 pistes audio
- Moteur 32 Bit
- Echantillonnage de 44.1 à 192 kHz
- Fusion des fichiers une piste stéréo échantillonnée sur 16, 24 ou 32-bit
- Equalisation paramétrable sur 3 bandes
- 2 slots d'insertion de VST par canal ; 3 slots d'effets VST sur la sortie maître ; 4 slots pour des plug-ins Kristal
- Chargement / enregistrement des fichiers projet Kristal (non fusionnés)
- compatible drivers ASIO
- Formats de fichiers supportés: WAVE, AIFF, FLAC, OGG Vorbis